# Ancien palais des sports de Caen
Ne doit pas être confondu avec Palais des sports de Caen.
L' ancien palais des sports de Caen, est une salle multi-sports située à Caen, dans le Calvados ouverte en avril 1968. Elle a depuis 2023 été remplacée par un nouveau palais des sports mais reste utilisée par les équipes juniors du Caen BC.

## Historique
Le bâtiment est situé à l'arrière du parc des expositions de Caen. Il est ouvert en avril 1968 avec plusieurs événements sportifs : un match entre le Caen BC et Léningrad (10 avril), un match de basket entre l'équipe de France et celle de Tchécoslovaquie (11 mai) et enfin un match de boxe (le 18 mai).
Il est inauguré le 25 mai 1968 avec un match de hand-ball et un match de basket-ball entre le Caen BC et  ABC Nantes.
À partir de la saison 2012-2013, le Caen Handball y dispute toutes ses rencontres à domicile.

## Compétitions internationales
La salle accueille les matchs du groupe B du championnat d'Europe masculin de basket-ball 1983.

## Clubs résidents
- Caen BC (équipes junior)
- Caen BC (1968-2023)
- Caen Handball (2012-2023)